# InterRail Holding
Die Interrail Holding ist ein in der Schweiz ansässiges, internationales Transportunternehmen mit Schwerpunkt Bahnfracht und Teil des Transinvest-Konzerns.
Interrail bietet Bahnfrachtdienstleistungen im gesamten euroasiatischen Raum bzw. entlang des Verkehrskorridors Europa-Kaukasus-Asien („Neue Seidenstrasse“) an. Neben der Frachtvermittlung greift Interrail auch auf eine eigene Containerflotte sowie in der GUS auf eigenes und geleastes Rollmaterial zurück. Zudem betreibt die Gruppe als neutraler Anbieter Container-Ganzzüge zwischen Westeuropa, Russland, der GUS, Zentralasien und China. Zum Leistungspaket gehören unter anderem durchgängige Frachtraten, Dokumentenabwicklung, Vor- und Nachläufe, Laufverfolgung sowie Containergestellungen. 
Interrail ist bereits seit mehreren Jahren als Zugoperateur zwischen China und Europa tätig und hat insbesondere seit 2012 das Engagement beim Betrieb von Containerblockzügen zwischen China und Europa verstärkt. Neben der Beförderung von Containern bietet das Unternehmen auch den Transport von Gütern in konventionellen Bahnwaggons sowie Projekt- und Bulkladungen (Baumwolle/Düngemittel) an.
Die Interrail-Gruppe war auch Begründerin des Containerganzzugsystems, das unter dem Namen OstWind (vice versa: WestWind) 1995 ins Leben gerufen wurde. Dabei handelte es sich um wöchentliche Zugverbindungen zwischen Deutschland und den GUS-Staaten sowie der Mongolei. 